# Ken Jones (football)
Pour les articles homonymes, voir Ken Jones et Jones.
Kenneth Jones, plus connu sous le nom de Ken Jones (né le 2 janvier 1936 à Aberdare au Pays de Galles et mort le 18 janvier 2013 à Stoke-on-Trent en Angleterre) est un footballeur gallois, qui évoluait au poste de gardien de but.
Il appartient à une famille de footballeurs, tel son père Emlyn, ses oncles Shoni, Ivor, Bryn et Bert, ainsi que ses cousins Bryn et Cliff.

## Biographie
Ken Jones est retenu par le sélectionneur Jimmy Murphy pour disputer la Coupe du monde 1958 organisée en Suède. Il ne joue toutefois aucun match en équipe nationale.